# Någon i din säng
Någon i din säng är en svensk psykologisk skräckroman av Andreas Roman, släppt 2009 av Piratförlaget. Det är Romans åttonde bok, och andra delen av den trilogi som började 2008 med Mörkrädd, löst sammanvävd med ett fåtal karaktärer ur Mörkrädd men i övrigt fristående.